# Otto Semmelroth
Otto Semmelroth (Bitburg, 1º dicembre 1912 – Francoforte sul Meno, 24 settembre 1979) è stato un presbitero e teologo tedesco dell'Ordine dei Gesuiti.

## Biografia
Nel 1932 Otto Semmelroth entrò a far parte della Provincia gesuita della Bassa Germania a 's-Heerenberg. Dopo essere stato ordinato sacerdote a Valkenburg aan de Geul nel 1939, fece la professione dei voti solenni a Büren nel 1949. Studiò filosofia e teologia a Valkenburg e a Bonn, dove conseguì il dottorato nel 1947 con una tesi sulla teologia dello Pseudo-Dionigi Areopagita. Poi, insegnò a Valkenburg prima di trasferirsi alla Philosophisch-Theologische Hochschule Sankt Georgen come professore di teologia dogmatica nel 1950, divenendone rettore dal 1972 al 1978.
Presente a Roma dal 1962 come consigliere privato di Hermann Volks, divenne perito ufficiale del Concilio Vaticano II nel 1963. Nel '53 coniò l'espressione "Chiesa come sacramento primordiale", che non solo "distribuisce" i sacramenti, ma è "essa stessa un sacramento, un segno efficace della grazia di Dio". La terminologia e l'idea furono incorporate dapprima nelle bozze del 1963, recepite poi nella versione finale della costituzione Lumen gentium, che fu adottata il 21 novembre 1964.
Insieme a Walter Kasper, Joseph Ratzinger, Karl Lehmann e altri, nel febbraio 1970, con il memorandum sul dibattito sul celibato, chiese una revisione urgente e una maggiore differenziazione della legge sul celibato ecclesiastico della Chiesa latina.
Otto Semmelroth fu sepolto nel Cimitero Sud a Francoforte sul Meno.

## Scritti (selezione)
- Das ausstrahlende und emporziehende Licht. Die Theologie des Pseudo-Dionysius Areopagita in systematischer Darstellung. OCLC 720550217 (zugleich Dissertation, Bonn 1947).
- Die Kirche als Ursakrament. Knecht Verlag, Frankfurt am Main 1953.
- Maria oder Christus? Christus als Ziel der Marienverehrung. Meditationen. Frankfurt am Main 1954, OCLC 721374007.
  - Maria of Christus? Christus als doel der Mariaverering. Tielt 1960, OCLC 901348071.
  - ¿María o Cristo? Cristo como meta de la devoción a María. Madrid 1963, OCLC 865290927.
- mit Linus Hofmann: Der Laie in der Kirche. Seine Sendung – seine Rechte. Trier 1955, OCLC 174847258.
- Gott und Mensch in Begegnung. Ein Durchblick durch die katholische Glaubenslehre. Frankfurt am Main 1956, OCLC 13916390.
  - Gott und Mensch in Begegnung. Ein Durchblick durch die katholische Glaubenslehre. 2. Auflage, Frankfurt am Main 1958, OCLC 264801064.
  - De ontmoeting van God en mens. Antwerpen 1958, OCLC 901348682.
  - Dios y el hombre al encuentro. Perspectiva de los dogmas católicos. Madrid 1959, OCLC 865245015.
  - Incontro personale con Dio. Le grandi verità della fede come incontro con Dio. Alba 1959, OCLC 72361611.
  - Rencontre de Dieu. Théologie pour laïcs. Tours 1963, OCLC 460356342.
- Eucharistische Wandlung - Transsubstantiation - Transfinalisation - Transsignifikation. in: Entscheidung - Eine Schriftenreihe, herausgegeben von Alfonso Pereira S.J. - e 58 - München 1967